# Сідлова точка

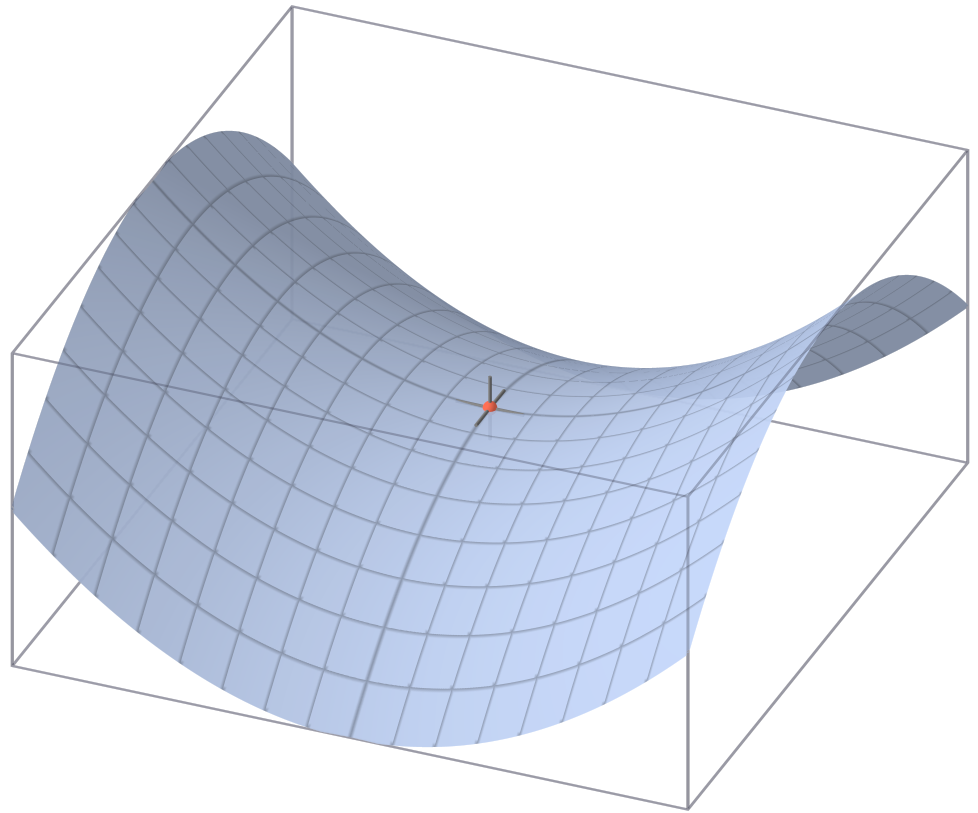
Сідлова точка (позначена червоним кольором) на графіку гіперболічного параболоїду z = x^{2} − y^{2}

Сідлова точка між двома пагорбами (перетин вісімки на -контурі)

Сідлова́ то́чка у математиці або точка мінімакса — це точка на поверхні графіка функції, де всі нахили (похідні) в ортогональних напрямках дорівнюють нулю (тобто, є критичною точкою), але яка не є локальним екстремумом функції. Прикладом сідлової точки є критична точка з відносним мінімумом вздовж одного осьового напрямку (між піками) і відносним максимумом вздовж іншої осі. Однак, сідлова точка не обов'язково має бути в такому вигляді. Наприклад, функція {\displaystyle f(x,y)=x^{2}+y^{3}} має критичну точку в {\displaystyle (0,0)} — це сідлова точка, оскільки вона не є ні відносним максимумом, ні відносним мінімумом, але вона не має відносного максимуму чи відносного мінімуму в напрямку вісі {\displaystyle y}.
Назва походить від того факту, що прототипний приклад у двох вимірах є поверхнею, яка вигинається вгору в одному напрямку і вигинається вниз в іншому напрямку, нагадуючи сідло для верхової їзди або гірський перевал між двома вершинами, що утворюють сідло рельєфу. З точки зору ліній контуру, сідлова точка в двох вимірах створює контурний графік або трасу, на якій контур, що відповідає значенню сідлової точки, здається, перетинає сам себе.

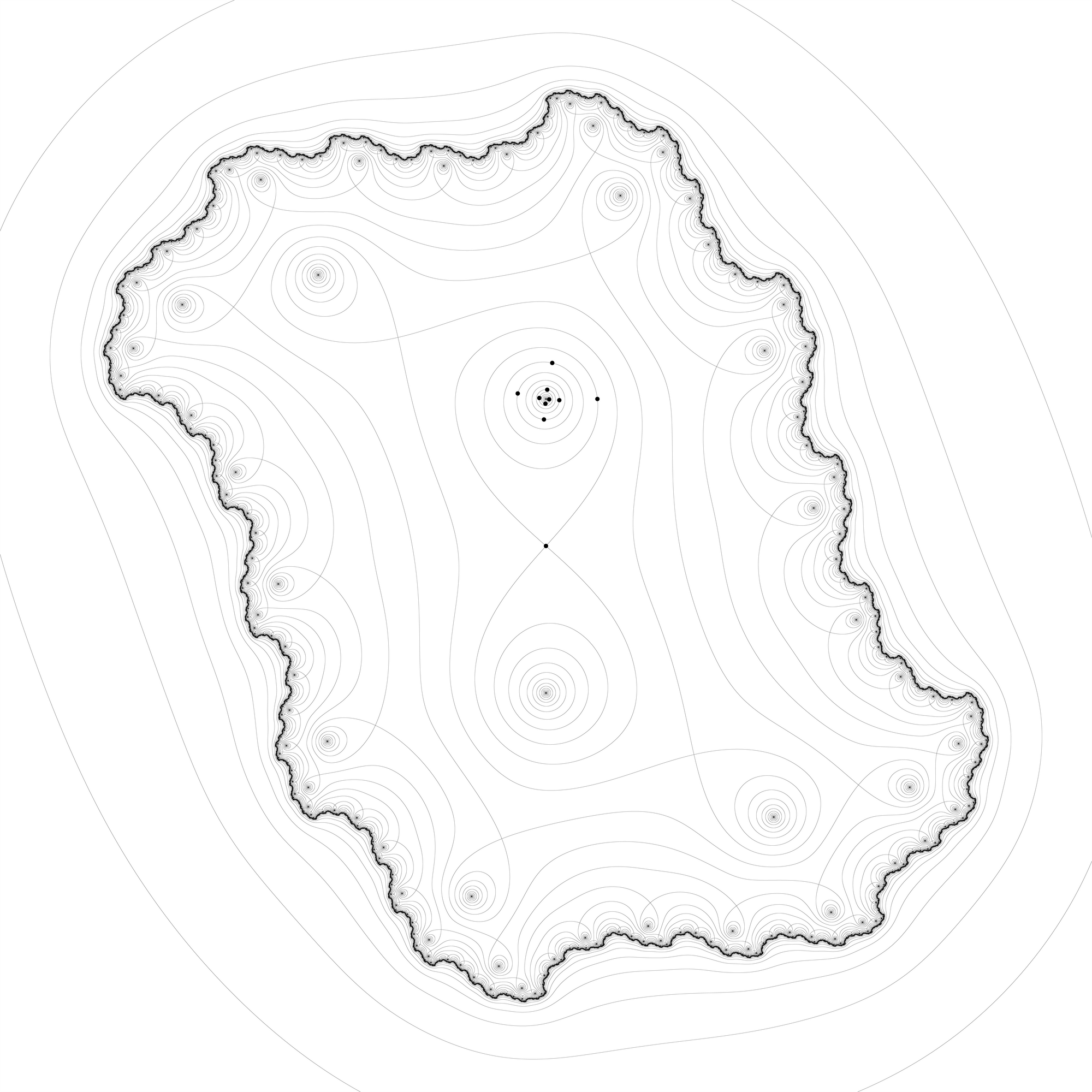
Сідлова точка на контурному графіку — це точка, де перетинаються криві рівня

## Визначення
Простим критерієм для перевірки того, чи є дана стаціонарна точка дійсної функції F(x, y) двох дійсних змінних сідловою точкою, є обчислення матриці Геса функції в цій точці: якщо гесіан невизначений, то ця точка є сідловою. Наприклад, матриця Гесе функції {\displaystyle z=x^{2}-y^{2}} у стаціонарній точці {\displaystyle (x,y,z)=(0,0,0)} є матрицею
{\displaystyle {\begin{bmatrix}2&0\\0&-2\\\end{bmatrix}}}
яка є невизначеною. Тому ця точка є сідловою. Цей критерій дає лише достатню умову. Наприклад, точка {\displaystyle (0,0,0)} є сідловою точкою для функції {\displaystyle z=x^{4}-y^{4},} але матриця Гесе цієї функції в початку координат є нульовою матрицею, яка не є невизначеною.
У найзагальніших термінах сідлова точка для гладкої функції (графіком якої є крива, поверхня або гіперповерхня) є стаціонарною точкою, такою, що крива/поверхня/і т. д. в околі цієї точки не знаходиться повністю по один бік від дотичного простору в цій точці.

Графік у = x^{3} з сідловою точкою x = 0

В одновимірному просторі сідловою точкою є точка, яка одночасно є стаціонарною точкою і точкою перегину. Оскільки, це точка перегину, то вона не буде локальним екстремумом.

## Сідлова поверхня

Гіперболічний параболоїд

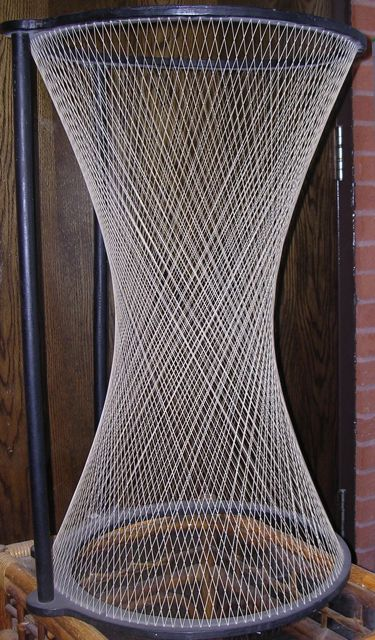
Модель однопорожнинного еліптичного гіперболоїда

Мавпяче сідло

Сідлова поверхня — це гладка поверхня, що містить одну або кілька сідлових точок.
Класичними прикладами двовимірних сідлових поверхонь в евклідовому просторі є поверхні другого порядку, гіперболічний параболоїд {\displaystyle z=x^{2}-y^{2}} (який часто називають «поверхнею сідла» або «стандартною сідловою поверхнею») і однопорожнинний гіперболоїд. Картопляні чипси Pringles є прикладом гіперболічної параболоїдної форми, який можна зустріти у повсякденному житті.
Сідлові поверхні мають від'ємну гаусову кривину, що відрізняє їх від опуклих/еліптичних поверхонь, які мають додатню гаусову кривину. Класичною поверхнею сідла третього порядку є мавпяче сідло.

## Приклади
У грі з нульовою сумою для двох гравців, визначеній на неперервному просторі, точка рівноваги є сідловою точкою.
Для лінійної автономної системи другого порядку критична точка є сідловою точкою, якщо характеристичне рівняння (диференціальні рівняння) має одне додатне та одне від'ємне дійсне власне значення.
При оптимізації з урахуванням обмежень рівності умови першого порядку описують сідлову точку лагранжіана.

## Інше використання
У динамічних системах, якщо динаміка задається диференційовною функцією f, точка є гіперболічною тоді й тільки тоді, коли диференціал ƒn (де n — період точки) не має власного значення на (комплексному) одиничному колі при обчисленні у точці. Тоді сідловою точкою є гіперболічна періодична точка, для якої стійкі та нестійкі многовиди мають розмірність, яка не дорівнює нулю.
Сідловою точкою матриці є елемент, який одночасно є найбільшим елементом у своєму стовпці і найменшим елементом у своєму рядку.

### Дисипативні системи
Для дисипативної системи, яка описується кінетичними рівняннями
{\displaystyle {\frac {dx_{i}}{dt}}=f_{i}(x_{1},x_{2},\ldots ,x_{n})},
стаціонарна точка (точка рівноваги) визначається з системи рівнянь
{\displaystyle f_{i}(x_{1},x_{2},\ldots ,x_{n})=0},
а її стабільність визначається тим, чи матриця {\displaystyle \left[{\frac {\partial f_{i}}{\partial x_{j}}}\right]_{x_{i}=x_{i}^{0}}} додатньо визначена. Задача аналогічна аналізу екстремуму функції багатьох змінних. Сідлові точки в синергетиці, яка вивчає дисипативні системи, відповідають нестійким стаціонарним станам: вузлам і фокусам.
Аналіз стаціонарних точок дисипативних систем стає зовсім аналогічним аналізу точки екстремуму, якщо існує така функція {\displaystyle U(x_{1},x_{2},\ldots ,x_{n})} (потенціал), що
{\displaystyle f_{i}=-{\frac {\partial U}{\partial x_{i}}}}.
У загальному випадку це не так.